# ブリッツボール
ブリッツボール（Blitzball）は、スクウェア（現・スクウェア・エニックス）のコンピュータゲーム『ファイナルファンタジーX』および『ファイナルファンタジーX-2』に登場する架空のスポーツ、またはそれに使われるボールの名称である。

## 概要
これらの作品の世界であるスピラでは1000年以上の歴史を誇る人気の高い娯楽であり、特に『X』の時代では『シン』の脅威に震える民衆達にとって唯一とも言える楽しみであった。
具体的にはサッカーと水球を掛け合わせたような球技であり、競技は「スフィアプール」と呼ばれる球状のプールの中で行われる。
『FFX』のプレーヤーキャラクター・ワッカは武器としてもブリッツボールを使う。

## ルール
ルールには、「『FFX』・『FFX-2』に共通のルール」、「『FFX』にだけ見られるルール」、「『FFX-2』にだけ見られるルール」が存在する。

### 『FFX』・『FFX-2』に共通のルール
- 各選手はそれぞれのポジションでプレイする。前衛の選手をフォワード（FW）、中衛の選手をミッドフィルダー（MF）、後衛の選手をディフェンダー（DF）、相手のシュートを阻止し、自陣ゴールを守る選手をキーパー（KP）と言う。
- ブリッツ・オフ（Blitz off）で試合が開始されると同時に2チームがブリッツボールを奪い合い、自陣ゴール（goal）を守りつつ、相手のゴールを目指して激突する。ゴールを1回決めるごとにそのチームに1点が与えられ、ゴール後は相手チーム（ゴールを決められたチーム）のブリッツ・オフで試合が再開される。これが繰り返され、最終的に、所定の試合時間が終了（タイム・アップ / time up）した時点で得点の多いチームが勝者となる。
- サッカーにおけるハンドのルールは無く、ほとんどの選手はドリブルの際、ブリッツボールを手に持って泳いでドリブルし、パスの際、ブリッツボールを手で投げることによりパスし、シュートの際、ブリッツボールを足で蹴ってシュートする[3]。
- フィールド内に主審や副審を置いていない。そのためか、サッカーでいうオフサイド、ファウル、フリーキックのルールは無く、選手はイエローカード（警告）やレッドカード（退場）を出されることはない。また、スフィアプール内にはサッカーでいうタッチラインやゴールラインも無いため、スローインやコーナーキック、ゴールキックのルールも無い。また、ゴールした瞬間に時間が止まるため、ロスタイムのルールも無い。
- 選手交代は何人でも可能である。
- リーグ戦の試合、エキシビションマッチでは、所定の試合時間終了時点で同点の場合にはそのまま引き分けとなる。
- トーナメント戦の試合では、所定の試合時間終了時点で同点の場合は延長戦となり、どちらかのチームがゴールを決めるまで試合を続行するVゴール方式により決着をつける（サドンデス）。

### 『FFX』だけで見られるルール
- 出場する選手はキーパーを含めて1チームにつき6人。
- チームに所属できるのは1チームにつき最高8人まで。
- 試合時間は前半5分、後半5分の合計10分間。
- 試合途中の選手交代はハーフタイム時のみ行うことができる[4]。
- 試合中に選手のケガは発生しない。
- コールドゲームのルールは無い。

### 『FFX-2』だけで見られるルール
- 出場する選手はキーパーを含めて1チーム8人[5]。
- チームに所属できるのは1チームにつき最高12人まで。
- 試合中に選手のケガが発生することがある。ケガをした選手は、ケガをした時点でプレーできなくなるほか、次の試合からケガが治るまでは試合に出場できない。
- 試合時間はハーフタイム無しの5分間。
- 試合途中の選手交代はどちらかのチームがゴールを決めた直後のみ行うことができる。2回以上選手交代を行うとき、一度下げてしまった選手ももう一度同じ試合に再出場できる。
- 点差関係なく、どちらかのチームが7点に達した時点でコールドゲームとなる。この場合、試合時間が残っていても、その時点で先に7点を取ったチームの勝利となって試合終了となる。

## ゲーム進行

### FFX
- プレイヤーチームは「ビサイド・オーラカ」。
- 主人公ティーダらがブリッツボール選手であるため、ストーリーとの関連性が高い。ゲーム中に最低1度は強制的にプレーさせられるが、勝利する必要はない。一部の時期を除いてゲーム中にいつでもセーブポイントから試合会場へ行ってプレーすることができる。また世界各地にいるブリッツボール選手をスカウトしてティーダが所属するビサイド・オーラカに加入させることができる。
- チームの編成・ボールのコントロール・敵選手との駆け引きなど、実際の試合さながらの臨場感が高いミニゲームである。トーナメント戦とリーグ戦があり、3位以内に入賞するとアイテム（またはブリッツボールの特殊技）が手に入る。ブリッツボール以外で入手できないレアアイテムも存在する。
- 出場した選手は活躍に応じて経験値を入手し、また相手の技（アビリティ）を見て覚えること（キャプチャー）によってシュート・タックルなどの特殊技を習得していく。やり込み要素が強い。
- 選手の使用するアビリティやパスの相手をコマンド選択形式で決定する点、アビリティの発動によりHPを消費する点など、ゲームの操作性についてはファミコン版『キャプテン翼』シリーズ（テクモ）と類似している点が多い。

### FFX-2
- プレイヤーチームは「カモメ・ダン」。ゲーム中での重要度は『X』よりも低く、一切無視して進めることも可能。かなり省略して進められるモードも存在する。
- 試合時の選手の操作がオート化されたが、選手交代やチーム育成はプレイヤーが行うため、チームの監督をしているかのような楽しさを味わえる。
- また、自分で操作しないため、選手それぞれの性格のようなものも楽しむことができ、観客のような楽しさを味わえる。

## 登場するチーム

### 『X』と『X-2』の双方に登場するチーム
ビサイド・オーラカ（Besaid Aurochs）
本拠地はビサイド島でキャプテンはワッカ。トーナメントでは初戦敗退の常連（言わば万年初戦敗退チーム）であるが、メンバー達もそのことを苦にはしていない。『X』ではプレイヤーが操作するチームであったが、『X-2』では隠しチームとなっている。
キーリカ・ビースト（Kilika Beasts）
キーリカ島に本拠を構えるチーム。OBである大召喚士オハランドを崇拝している。大器晩成型の選手が多い。
ルカ・ゴワーズ（Luca Goers）
ルカに本拠を構えるチーム。最強と噂されるが、ほとんどの選手が早熟型の選手であるため、Lv.50を越えたあたりから能力は伸び悩む。
ロンゾ・ファング（Ronso Fangs）
ロンゾ族のチーム。持久力とタックル時の攻撃力がある一方、動きは遅い。
グアド・グローリー（Guado Glories）
グアド族で構成されたチーム。素早い動きと正確なパスワークがある。ロングパスを多用する。
アルベド・サイクス（Al Bhed Pscyhes）
アルベド族のチーム。ゴール前の防御力が高い。『X-2』では選手のほとんどがスペシャルシュートを使いこなす、実質上最強チームになっている。
ザナルカンド・エイブス（Zanarkand Abes）
『X』ではオープニングでティーダの所属チームとして登場した。『X-2』では隠しチームとなっており、メンバーの中にはティーダとおぼしき人物もいる。

### 『X』のみに登場したチーム
ザナルカンド・ダグルス（Zanarkand Duggles）
『X』のオープニングでザナルカンド・エイブスの対戦相手として登場。
ベベル・ベルズ
『X』において設定上のみ存在したチーム。本拠地はベベル。
ヨンクン・ノーマッド
『X』において設定上のみ存在したチーム。討伐隊出身の大召喚士ヨンクンにあやかり命名された。

### 『X-2』にのみ登場するチーム
カモメ・ダン（Kamome Dan, GullWings）
『X-2』でユウナ達が所属するカモメ団がブリッツボールに参入する。なお、カモメ団の主要メンバーはユウナ・リュック・パイン・アニキ・ダチ・シンラの6人だが『X-2』でのルールでは1チーム8人であるため、チームの初期メンバーにはスタジアムの警備をしているビッグス&ウェッジも含まれている。